# Resilience měst
Resilience má podobný význam jako slova odolnost, nezdolnost, houževnatost, pružnost či nezlomnost. V češtině je tento výraz zřídka užívaný, mnohem častěji se tak setkáme s českým ekvivalentem odolnost, nicméně význam slova resilience je trochu širší. Jde o „schopnost systému vyrovnat se se změnou a pokračovat v rozvoji“ a resilientní systém je zároveň takový, který je schopen otřesy a zvraty (jako je například klimatická změna) využít „k podnícení inovativního myšlení, které mu umožní obnovu a další rozvoj“.
Resilience měst (z angl. Urban resilience) či odolnost měst je obecně definována jako „měřitelná schopnost jakéhokoli městského systému s jeho obyvateli udržet kontinuitu přes všechny otřesy a stresy a zároveň se pozitivně přizpůsobovat a transformovat směrem k udržitelnosti“. Jinak řečeno, jde o "schopnost jednotlivců, komunit, institucí, podniků a systémů ve městě přežít, přizpůsobit se a růst bez ohledu na to, jaké druhy chronických stresů a akutních šoků zažívají".

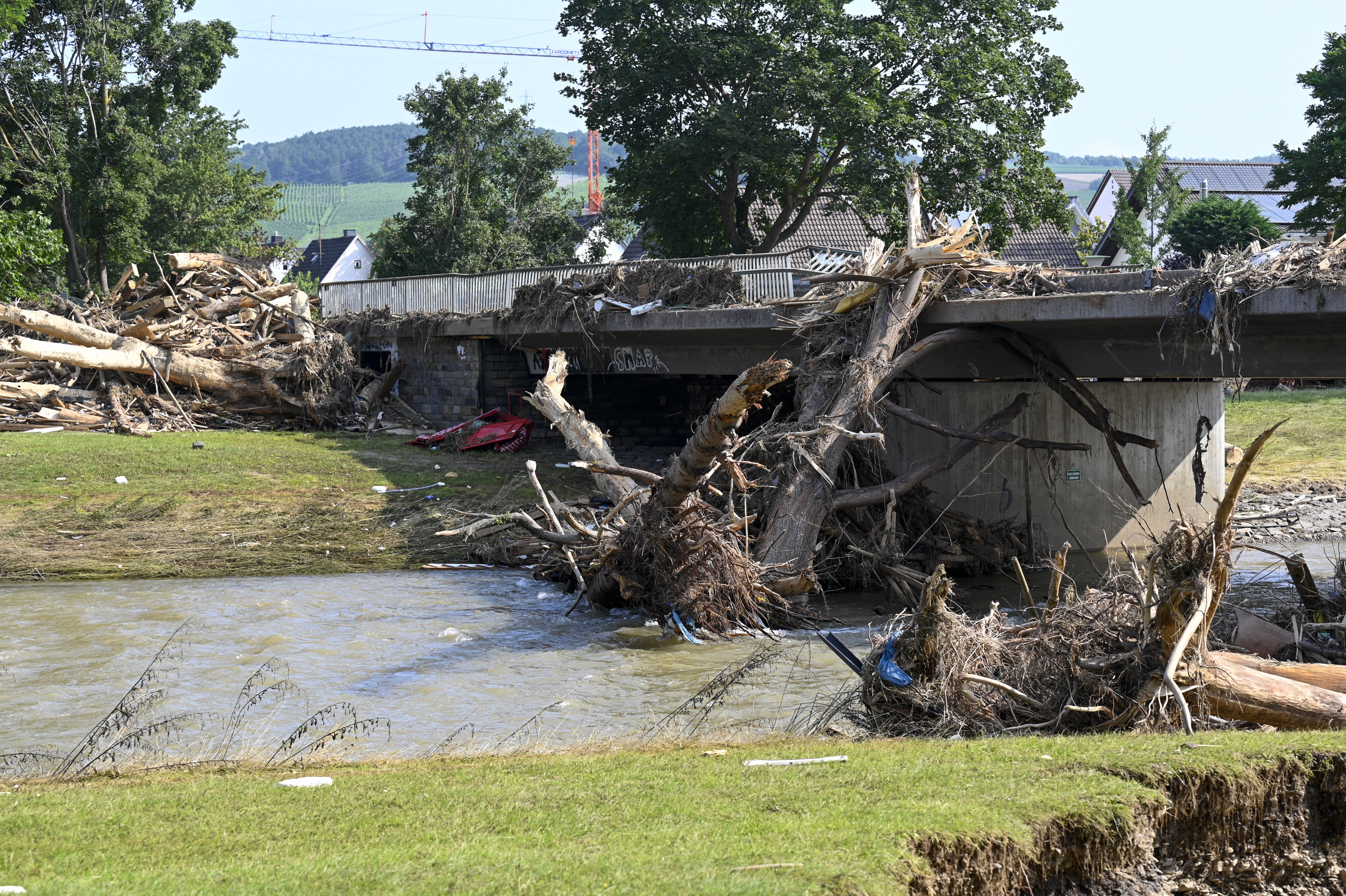
Důsledky povodní v německém Ahrweiler v červenci 2021

Odolným městem je takové město, které posuzuje, plánuje a jedná tak, aby se připravilo a bylo schopno reagovat na nebezpečí – přírodní i člověkem způsobené, náhlé i pomalu nastupující, očekávané i neočekávané. Akademická diskuse o městské odolnosti se primárně soustředila na tři různé hrozby – změnu klimatu, přírodní katastrofy a terorismus. Odolnost vůči těmto hrozbám byla diskutována v kontextu nefyzických i fyzických aspektů městského plánování a designu. V souladu s tím byla strategie obvykle pojímány z hlediska boje proti terorismu, jiným katastrofám (zemětřesení, lesní požáry, tsunami, povodně, sluneční erupce atd.) a zařazení udržitelné energie do infrastruktury. Města mohou být pro svou složitou strukturu a fungování vystavena jak náhlým událostem (jako jsou např. zemětřesení, záplavy a hurikány, ale i propuknutí násilí, migrační krize, průmyslové incidenty a zdravotní epidemie), tak postupným, pomalu se plížícím procesům, jako jsou strukturální průmyslové transformace, ekonomické recese, rostoucí chudoba a sociální rozdíly a zhoršování životního prostředí.
Obrovská hustota obyvatelstva ve městech činí jejich obyvatele zvláště zranitelnými. To vše dělá plánování resilience kriticky důležitým. Rostoucí urbanizace za poslední století je zároveň spojena se značným rozrůstáním samotných měst. Úsilí o odolnost se nezaměřuje pouze na to, jak se jednotlivci, komunity a podniky vyrovnávají s mnoha otřesy a stresy, ale využívají také příležitostí k transformačnímu rozvoji. Budování odolnosti města se opírá o investiční rozhodnutí, která upřednostňují výdaje na činnosti nabízející alternativy, které dobře fungují v různých scénářích. Taková investiční rozhodnutí musí brát v úvahu budoucí rizika a nejistoty. Vzhledem k tomu, že riziko nelze nikdy zcela eliminovat, je plánování krizí a katastrof zásadní.

## Resilientní město
Odolné – resilientní – město lze identifikovat na základě sedmi charakteristik:
1. Reflektivní – využívá minulé zkušenosti k zvažování budoucích rozhodnutí, díky čemuž je schopné odpovídajícím způsobem upravit standardy a chování;
2. Vynalézavé – rozpoznává alternativní způsoby využití zdrojů, zejména v době krize, za účelem naplnění potřeb nebo dosažení cílů;
3. Inkluzivní – upřednostňuje široké konzultace a přijímá více různých názorů k vytvoření pocitu sdíleného rozhodování a společné vize pro budování odolnosti města;
4. Integrované – spojuje řadu odlišných systémů a institucí, což umožňuje sdílení zdrojů a spolupráci aktérů na dosažení lepších cílů;
5. Robustní – dobře koncipované, konstruované a řízené, zahrnuje opatření, která zajistí, že případné selhání bude předvídatelné, bezpečné a nebude nepřiměřené příčině;
6. Redundantní – má volnou kapacitu cíleně vytvořenou k pokrytí výpadků, s několika způsoby, jak dosáhnout dané potřeby, včetně extrémních tlaků nebo nárůstů poptávky, ke kterým dochází v krizi;
7. Flexibilní – je ochotné a schopné přijímat alternativní strategie v reakci na měnící se okolnosti nebo náhlé krize. Systémy lze učinit flexibilnějšími zavedením nových technologií nebo znalostí, ale i uznáním tradičních postupů.[13]

Reflexivita a vynalézavost vypovídají o schopnosti poučit se z minulosti a jednat v době krize. Inkluzivita a integrace cílí na řádnou správu věcí veřejných a efektivní vedení, které zajišťují přiměřené investice a akce, řeší potřeby těch nejzranitelnějších a společně vytvářejí odolné město pro každého. Robustnost, redundance a flexibilita jsou vlastnosti, které pomáhají navrhovat systémy, která odolají otřesům a stresům, a systémy které jsou ochotny uplatňovat inovativní strategie pro usnadnění rychlé obnovy.

## Digitální technologie, otevřená data a správa pro odolnost měst
Klíčovým faktorem umožňujícím pokrok ve všech ostatních dimenzích městské odolnosti je městská správa. Udržitelná, odolná a inkluzivní města jsou často výsledkem dobré správy, která mimo jiné zahrnuje efektivní vedení, inkluzivní občanskou účast a efektivní financování. Za tímto účelem mají veřejní činitelé stále více přístup k veřejným údajům, což umožňuje rozhodování na základě důkazů. Otevřená data také stále více mění způsob, jakým místní samosprávy sdílejí informace s občany, poskytují služby a monitorují výkon. Umožňuje současně zvýšený přístup veřejnosti k informacím a přímější zapojení občanů do rozhodování.
Městské vlády v rámci svých strategií odolnosti stále více spoléhají na digitální technologie jako součást městské infrastruktury a systémů poskytování služeb. Na jednu stranu činí závislost měst na technologiích a poskytování elektronických služeb města zranitelnějšími vůči hackerům a kybernetickým útokům. Informační technologie však měly často pozitivní vliv v oblasti inovací a efektivity městské infrastruktury, což vedlo k levnějším městským službám. Zavádění nových technologií do počáteční výstavby infrastruktury v některých případech dokonce umožnilo městským ekonomikám přeskočit fáze rozvoje. Nezamýšleným důsledkem rostoucí digitalizace měst je vznik digitální propasti, která může prohloubit nerovnost mezi dobře propojenými bohatými čtvrtěmi a obchodními čtvrtěmi na jedné straně a nedostatečně obsluhovanými a nedostatečně propojenými čtvrtěmi s nízkými příjmy na straně druhé. V reakci na to řada měst zavedla programy digitálního začleňování, aby zajistila, že všichni občané budou mít potřebné nástroje, aby mohli prosperovat ve stále více digitalizovaném světě.

## Změna klimatu a odolnost měst
Změna klimatu má již v současné chvíli negativní dopady na životní podmínky obyvatel sídel. Během poslední dekády postihly přírodní katastrofy více než 220 milionů lidí po celém světě a způsobily hospodářské škody ve výši 100 miliard USD ročně. Odhaduje se, že do roku 2030 mohou přírodní katastrofy stát města po celém světě třikrát více než dnes a změna klimatu může uvrhnout miliony obyvatel měst do chudoby. S tím přichází potřeba sídel se na takové dopady adaptovat, zvyšovat odolnost své infrastruktury a zabezpečit v daném klimatu snesitelné životní podmínky pro své obyvatele. Zde nastupuje strategie zvyšování resilience sídla, v tomto případě města. Městské dopady změny klimatu se v různých geografických a vývojových měřítkách značně liší. Existuje řada hrozeb a rizik, se kterými se obyvatelé a správy měst po celém světě musí potýkat nebo kterých se v budoucnu obávají.
Města spotřebovávají více než dvě třetiny světové energie a jsou koncovými uživateli více než 70 % světových emisí CO2. Zpráva Mezivládního panelu pro klimatickou změnu uvádí, že aby se zabránilo průměrnému oteplení o více než 1,5 °C, musí svět přijmout drastická opatření. Příkladem žádoucích opatření je postupné ukončení prodeje osobních vozidel na fosilní paliva do roku 2035, snížení emisí budov alespoň na 80 % současné úrovně do roku 2050 a další revoluční změny, které se odrážejí ve všech aspektech společnosti.
Více než 90 % všech městských oblastí na celém světě se nachází podél vodních ploch, rostoucí výskyt záplav a vzestup hladiny moří ohrožují globální bohatství. Vlny veder, sucha, silné bouře a další hrozby, to vše má dopad na centra globální populace – města.
Ruku v ruce se zvyšováním resilience tak jde adaptace měst na změnu klimatu. Jedná se o proces „přizpůsobení se aktuálnímu nebo očekávanému klimatu a jeho účinkům“. V městských systémech se správa města snaží adaptací zmírnit způsobenou škodu, úplně se jí vyhnout, případně využít k příležitosti. Jinak řečeno, adaptace města na změnu klimatu jsou „opatření, která pomohou včas a bezpečně se přizpůsobit očekávaným změnám počasí, vlnám horka a dalším negativním místním dopadům globálních klimatických změn“.

## Vlny veder a sucha
V posledních letech se objevuje stále více tropických dní (tzn. dní, kdy maximální teplota dosáhne minimálně 30 °C) a počtu tropických nocí (tzn. nocí, kdy minimální teplota neklesne pod 20 °C) a růst jejich počtu je předpovídán i do budoucna. S tím budou souviset také vyšší dopady na zranitelnou populaci, kvalitu života a stav ekosystémů. Vlny horka (období minimálně tří dní po sobě, kdy je maximální teplota nad 30 °C) mají negativní vliv na lidské zdraví, zejména u zranitelných skupin obyvatel se sníženou schopností termoregulace (např. senioři, nemocní a velmi malé děti), ekonomiku a mohou podporovat vznik a šíření požárů.
Vlna veder a sucha ve Spojených státech v roce 1980 zabila 10 000 lidí. V roce 1988 podobná vlna veder a sucha zabila 17 000 amerických občanů. Vlna veder v západní části Severní Ameriky v roce 2021 zabila v Kanadě minimálně 660 osob. Evropu zasáhla vlna veder v roce 2003. Průměrné teploty ve Spojeném království během srpna trvale stouply na 32 °C. Tato vlna veder si v celé Evropě vyžádala více než 70 000 obětí. Katastrofální byla také letní vlna veder na severní polokouli v roce 2010, kdy v Moskvě došlo k téměř 5 000 úmrtím.
Kromě úmrtí způsobují tyto vlny veder i další značné problémy. Dlouhá období veder a sucha způsobují rozsáhlé ztráty na úrodě, lesní požáry, znečištění ovzduší a sníženou biologickou rozmanitost v životně důležitých suchozemských a mořských ekosystémech, ale také skoky v poptávce po elektřině. Extrémně horké léto v roce 2003 ve Francii způsobilo desetitisíce úmrtí z horka, ale také snížené výnosy zemědělských plodin a rekordní ústup ledovců v Alpách. Zemědělské ztráty z tepla a sucha nemusí nastat přímo v městské oblasti, ale rozhodně ovlivňují životy obyvatel měst. Nedostatek nabídky plodin může vést k prudkým nárůstům cen potravin či jejich nedostatku, občanským nepokojům a v extrémních případech dokonce k podvýživě. Pokud jde o přímé úmrtí z těchto vln veder a sucha, jsou statisticky koncentrovány v městských oblastech což není jen v souladu se zvýšenou hustotou obyvatelstva, ale je to způsobeno také sociálními faktory a efektem městského tepelného ostrova.

### Městský tepelný ostrov
Městský tepelný ostrov označuje přítomnost mikroklimatu uvnitř města, ve kterém jsou teploty poměrně vyšší než ve venkovském prostředí. Letní denní teploty mohou být v centru města až o 10 °C vyšší než na venkově, stejně tak letní noční teploty mohu být o 5 až 6 °C vyšší. Příčiny vzniku městského tepelného ostrova nejsou žádnou záhadou a jsou většinou založeny na jednoduchých energetických bilancích a geometriích. Materiály běžně se vyskytující v městských oblastech (např. beton a asfalt) absorbují a ukládají tepelnou energii mnohem efektivněji než okolní přírodní prostředí. Černé zbarvení asfaltových povrchů (silnice, parkoviště či dálnice) je schopno pohltit výrazně více elektromagnetického záření a dále podporuje rychlé a efektivní zachycování a ukládání tepla po celý den. Do hry vstupuje také geometrie měst, protože vysoké budovy poskytují velké plochy, které pohlcují a odrážejí sluneční záření a jeho tepelnou energii na jiné absorbující povrchy. Tyto vysoké budovy také blokují vítr, což omezuje konvekční chlazení. Samotná velikost budov také blokuje přirozené vyzařování povrchového tepla zpět na chladnou noční oblohu. Tyto faktory v kombinaci s teplem generovaným z vozidel, klimatizací a průmyslu ve městech zajišťují, že města vytvářejí, absorbují a udržují teplo velmi efektivně, což je v případě vln veder a sucha velmi nežádoucí.

### Sociální faktory tepelné zranitelnosti
Fyzikální příčiny vln veder a sucha a zhoršení efektu městského tepelného ostrova jsou pouze částí rovnice. Pokud jde o úmrtnost, roli hrají také sociální faktory. Statisticky jsou to senioři, kdo představuje většinu úmrtí souvisejících s horkem (a chladem) v městských oblastech, což je často způsobeno sociální izolací. Ve venkovských oblastech žijí senioři častěji s rodinou nebo v domovech s pečovatelskou službou, zatímco ve městech jsou často soustředěni v dotovaných bytových domech a v mnoha případech nemají s vnějším světem téměř žádný kontakt. Stejně jako u ostatních obyvatel měst s malým nebo žádným příjmem je nepravděpodobné, že by většina městských seniorů vlastnila klimatizaci. Tato kombinace faktorů vede každou sezónu k tisícům tragických úmrtí a jejich počet se každým rokem zvyšuje.

### Strategie odolnosti vůči teplu a suchu

#### Ochlazování interiéru budov
V jižních státech, kde jsou lidé zvyklí na ohromná odpolední vedra, je normální, že se během těch nejvyšších teplot lidé zavřou doma. A to doslova – zavřou okna i okenice a odpočívají. Ven vyráží opět až k večeru, kdy se ochladí. Siesta je typická například pro Španělsko.

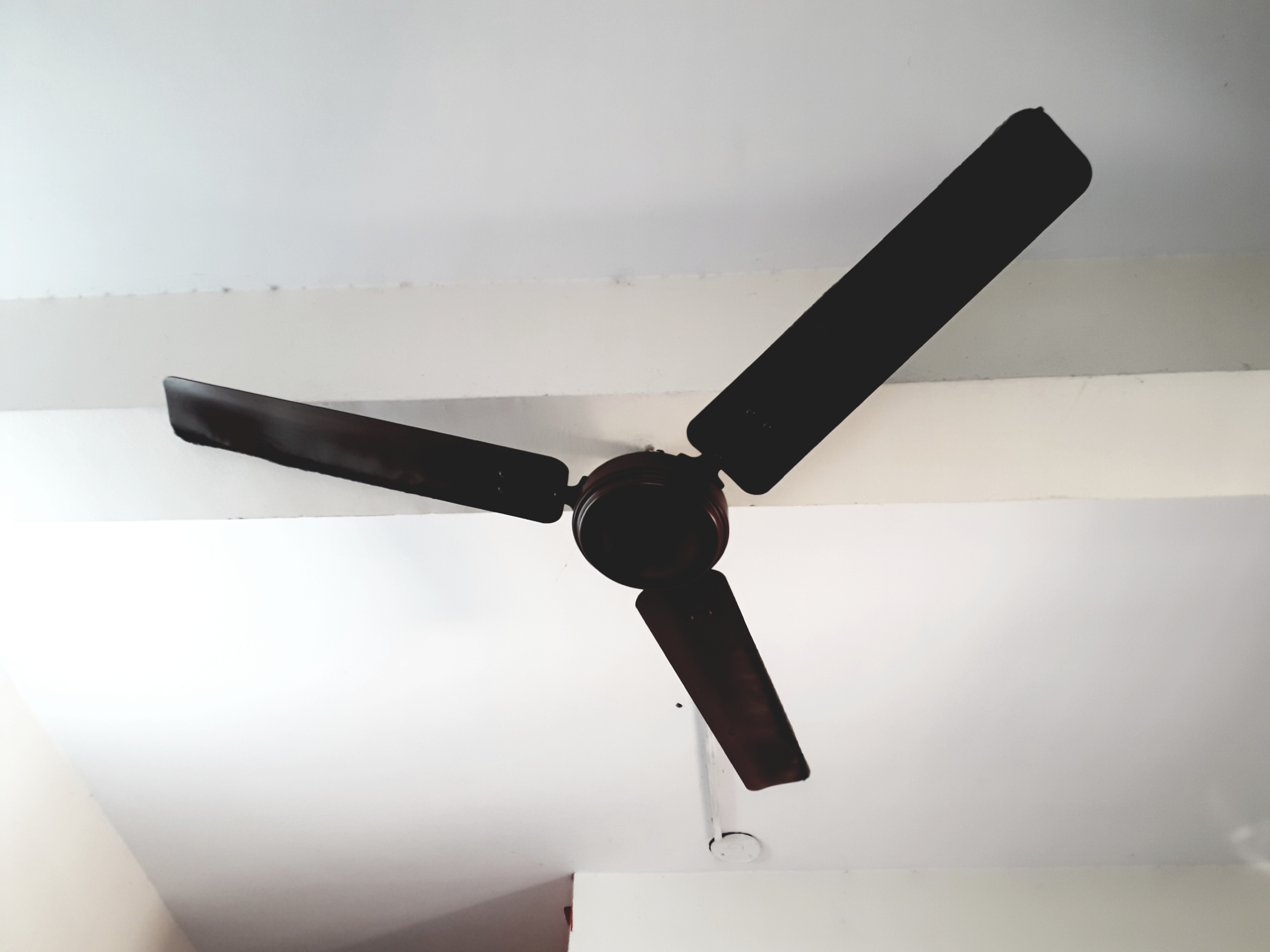
Stropní větrák

V západní a východní Evropě není odpolední letní siesta zvykem. Někteří zaměstnavatelé však své zaměstnance při vysokých letních teplotách, které proniknou také do vnitřních prostor, posílají domů. Tím to však pro většinu institucí končí. Po pracovní době se budova uzavře i s teplem, které se tam přes den nashromáždilo, a nemůže tak dojít k jejímu ochlazení přes noc. Městské budovy v sobě zbytečně hromadí teplo. Pokud je chceme ochladit, musíme zajistit noční větrání těchto budov, ideálně za přítomnosti hlídače, který by budovu zabezpečil před případnou hrozbou v podobě vydatného deště, bouřky či nezvaných návštěvníků.
Ve dne by se za horka naopak měla okna a dveře udržovat zavřená a k větrání by mělo docházet pouze mechanickým větracím systémem fungujícím na principu rekuperace, případně velkými, chladicími, pomalu se točícími stropními ventilátory.

#### Ozelenění, zvýšení odrazu a zesvětlení městských prostorů
Ozelenění městských prostorů patří mezi nejčastěji zmiňované strategie řešení vlivů tepla. Cílem je zvýšit množství přírodního krytu ve městě. Tento kryt může být tvořen trávami, keři, stromy, vinnou révou, vodou, skalkami či jakýmkoliv jiným přírodním materiálem. Pokrytí co největšího povrchu zelení sníží celkové množství tepelně absorpčního umělého materiálu a stínicí efekt sníží množství světla a tepla, které se dostane k betonu a asfaltu, které nelze nahradit zelení. Stromy patří mezi nejúčinnější nástroje ozelenění v městském prostředí, a to kvůli jejich poměru krytí a stopy. Zatímco vyžadují pouze velmi malou fyzickou plochu pro výsadbu, ve fázi zralosti poskytují mnohem větší plochu krytí. Stromy absorbují sluneční energii pro fotosyntézu (zlepšuje kvalitu ovzduší a zmírňuje globální oteplování), snižují množství energie zachycené a zadržované na umělých površích a vrhají také tolik potřebný stín na město a jeho obyvatele. Stín sám o sobě nesnižuje teplotu okolního vzduchu, ale výrazně snižuje pocitovou teplotu a pohodlí těch, kteří hledají jeho útočiště.
Oblíbenou metodou snižování efektu městského tepelného ostrova je jednoduše zvýšení albeda (odrazivosti světla) městských povrchů, které nelze „ozelenit“. Vysoké albedo pomáhá odrážet sluneční světlo a teplo pryč od budov a povrchů a snižuje teplotu povrchů. Svou roli hraje také vysoká tepelná emise, zejména v teplých a slunečných klimatických podmínkách. Společně tyto vlastnosti pomáhají povrchům absorbovat méně tepla a zůstat chladnější než běžné materiály během nejvyšších letních teplot.

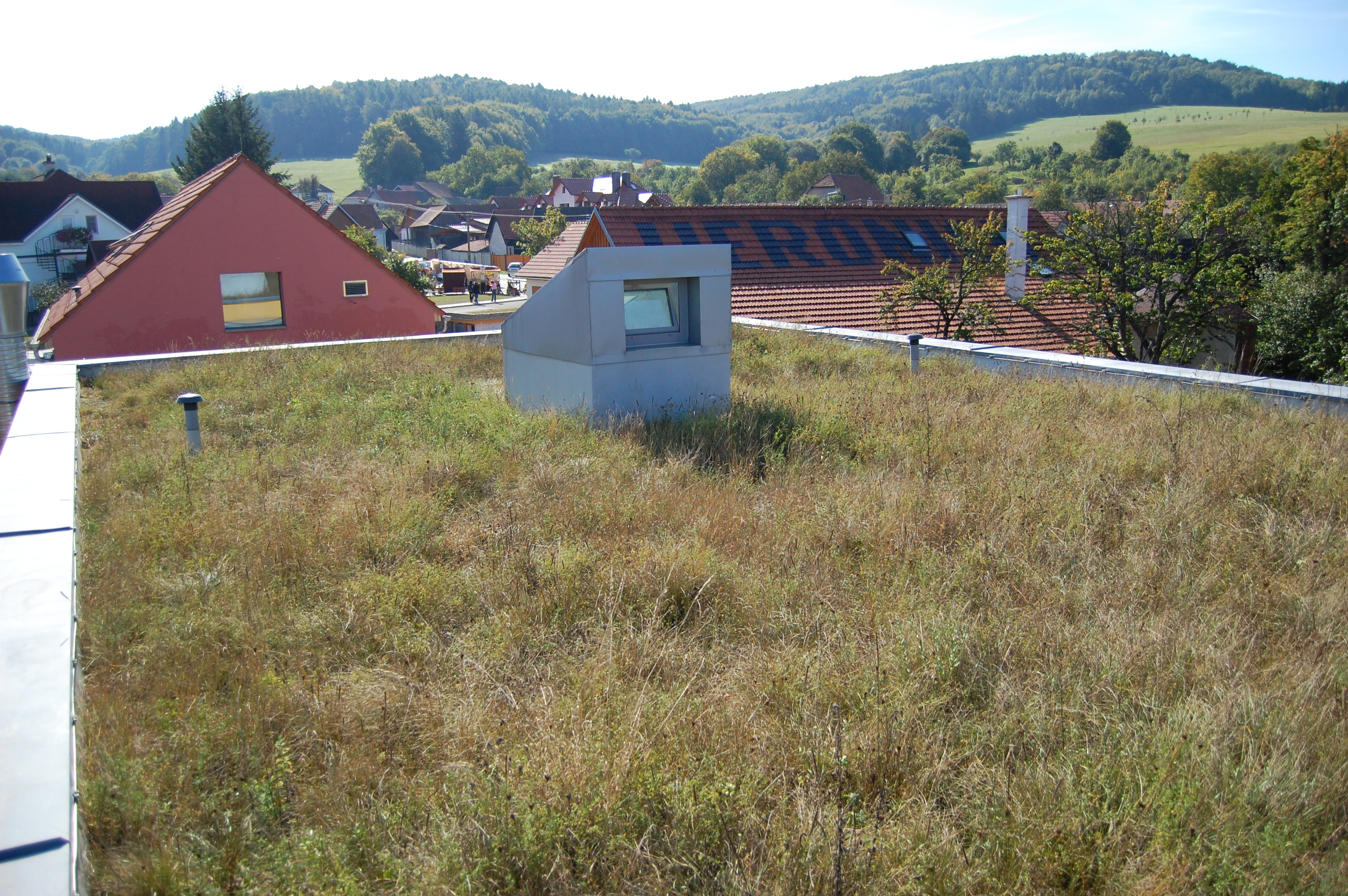
Zelená střecha na budově Centra Veronica v Hostětíně

Odolnost měst zvyšují také zelené střechy. Ty poskytují stín, odvádějí teplo ze vzduchu a snižují teplotu povrchu střechy a okolního vzduchu. Používání zelených střech ve městech nebo jiných zastavěných prostředích s omezenou vegetací může zmírnit efekt tepelného ostrova, zejména během dne. Oproti asfaltové střeše je teplota střechy zelené až o 60 % nižší a navíc může zadržet i tolik potřebnou dešťovou vodu, kdy 1 m2 zelené střechy může zachytit až 35 litrů vody.
Komplikací horka v městských prostorech je skutečnost, že za vysokých teplot a prudkého slunce se mnohem účinněji tvoří přízemní ozón z výfukových zplodin aut. Proto je více než vhodné za takového počasí omezit vjezd a provoz aut ve městech.
Pokud má město dostatek (dešťové) vody, může být doplňkem v městském prostoru mlžení vzduchu rozstřikovači a kropení ulic. Podobnou službu dělá městu také vzrostlá tráva, na které se za jasných nocí sráží množství rosy, která se přes den odpařuje a ochlazuje vzduch. Vzrostlá tráva má navíc přínos i v případě, že vlivem nedostatku vláhy uschne. Suchá tráva je totiž velice světlá, na rozdíl od hlíny, která je pod ní, tak je vyšší také její albedo a nejímá teplo, večer rychle vystydne vyzařováním a ochlazuje vzduch města.

#### Zachytávání vody
Abychom si zajistili dostatek pitné vody pro období, která nejsou na pitnou vodu tak hojná, je potřeba s pitnou vodou šetřit a nespotřebovávat ji tam, kde můžeme využít vodu jinou (např. na splachování). V budovách tedy můžeme mít jak přívod vody pitné, tak nepitné. Pro tyto účely lze zachytávat dešťovou vodu, která dopadá na městské povrchy a skladovat ji v podzemních nádržích. Dešťovou vodu je ideální využít pro praní, zalévání zahrady a mytí bez mýdla a šamponů.
Na dům se střechu o půdorysu 100 m2 dopadne za rok půl metru vody, čímž získáme 50 m3 dešťové vody. Ne vždy však můžeme vystavět tak velkou nádrž, což však vůbec nevadí. Přebytky, které nádrže nepojmou by měly mít možnost vsáknout se tak, aby voda z města neutíkala pryč. K tomuto účelu lze využít různé prohlubně, do kterých voda ve městě vteče a vsákne se – prohlubně netěsné, odkryté, s vegetací či naplňované vodou jen občas. Tímto jednoduchým opatřením lze dotovat místní studny, tudíž doplňovat zásoby podzemní vody.

#### Sociální strategie
Existují různé strategie, jak zvýšit odolnost těch nejzranitelnějších vůči vlnám veder ve městech. Jak bylo zjištěno, nejohroženějšími občany jsou především sociálně izolovaní senioři. Mezi další ohrožené skupiny patří malé děti (zejména ty, které čelí extrémní chudobě nebo žijí v neformálním bydlení), lidé se zásadními zdravotními problémy, nemohoucí nebo postižení a bezdomovci. Přesná a včasná předpověď vln veder má zásadní význam, protože dává vládě čas na vydání varování o extrémních vedrech. Města musí být připravena reagovat na mimořádné události v důsledku vln veder. Sezónní kampaně zaměřené na poučení veřejnosti o rizicích spojených s vlnami veder pomáhají připravit širokou komunitu na případné ohrožení, ale v reakci na blížící se vedra je zapotřebí přímějších akcí. Místní správa musí rychle komunikovat se skupinami a institucemi, které pracují s populací ohroženou teplem. V knihovnách, komunitních centrech a vládních budovách by měla být otevřena chladicí centra. Tato centra zajišťují volný přístup ke klimatizaci a vodě. Ve spolupráci s vládními a nestátními sociálními službami, záchranáři, policií, hasiči, zdravotními sestrami a dobrovolníky; výše uvedené skupiny pracující se zranitelným obyvatelstvem by měly během těchto scénářů extrémního horka provádět pravidelné návštěvy od dveří ke dveřím. Tyto návštěvy by měly poskytnout posouzení rizik, poradenství, balenou vodu (pro oblasti bez pitné vody z vodovodu) a nabídku bezplatné dopravy do místních chladicích středisek.

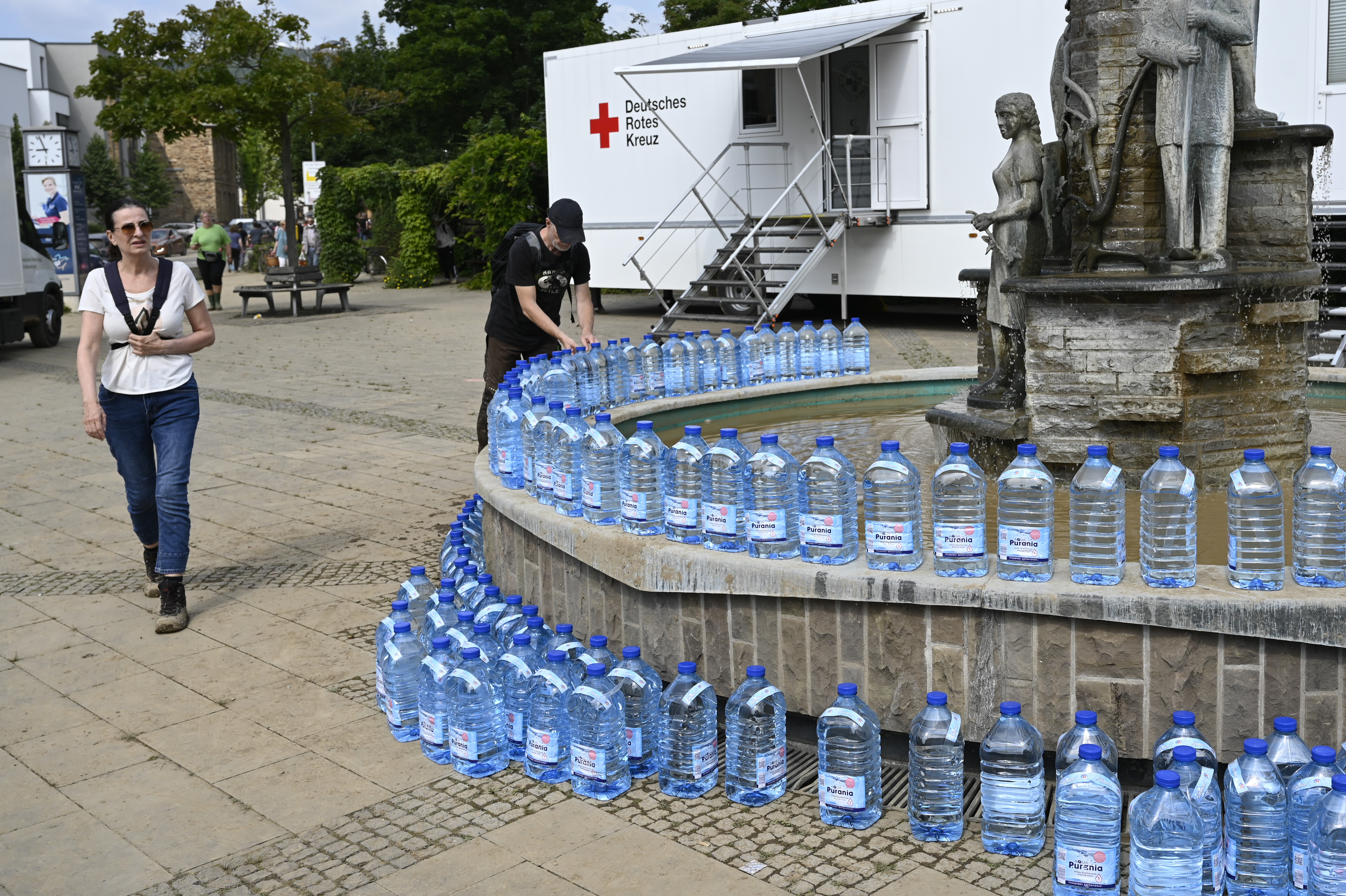
Pitná voda pro obyvatele zasažené povodněmi v německém Ahrweiler v červenci 2021

#### Zásoby potravin a vody
Vlny veder a sucha mohou způsobit obrovské škody v zemědělských oblastech, které jsou životně důležité pro zajištění základních potravin pro městské obyvatelstvo. Nádrže a vodonosné vrstvy rychle vysychají kvůli zvýšeným nárokům na vodu pro pitné, průmyslové a zemědělské účely. Konečným důsledkem může být nedostatek a cenové skoky za potraviny a se vzrůstající frekvencí i nedostatek pitné vody, jak je sezonně pozorováno se zvyšující se závažností například v Číně a ve většině rozvojového světa. Ze zemědělského hlediska může být od farmářů požadováno, aby pěstovali více plodin odolných vůči teplu a suchu. Zemědělské postupy lze také zefektivnit na vyšší úrovně hydrologické účinnosti. Nádrže by měly být rozšířeny a nové nádrže a vodárenské věže by měly být postaveny v oblastech, které čelí kritickému nedostatku. Pokud je to možné, měly by být zváženy také větší plány přehrazení a přesměrování řek. Pro pobřežní města se slanou vodou představují odsolovací zařízení možné řešení nedostatku vody. Infrastruktura také hraje roli v odolnosti, protože v mnoha oblastech má stárnoucí potrubí za následek úniky a možnou kontaminaci pitné vody.

## Povodně a záplavy
Hovoříme-li o povodních, máme na mysli vodu tekoucí, v případě záplav jde o takřka stojatou vodu. Tyto jevy doprovázejí celou historii lidstva, nejsou ničím novým. Problém nastává ve chvíli, kdy je někdejší záplavové území zastavěno. Ať už způsobené povětrnostními jevy, přívalovým deštěm, stoupající hladinou moří nebo selháním infrastruktury, jsou hlavní příčinou úmrtí, chorob a ekonomických ztrát na celém světě. Klimatická změna a rychle se rozšiřující městská sídla jsou dva faktory, které vedou k rostoucímu výskytu a závažnosti městských povodní, zejména v rozvojových zemích. Vzestupy hladiny za bouří, které mohou ohrozit pobřežní města, jsou způsobeny nízkotlakými povětrnostními systémy, jako jsou cyklóny a hurikány. Bleskové povodně a říční povodně mohou postihnout kterékoli město v záplavové oblasti nebo s nedostatečnou kanalizační infrastrukturou. Povodně mohou být způsobeny velkým množstvím deště nebo silným rychlým táním sněhu. Se všemi formami záplav a povodní jsou města stále zranitelnější kvůli velkému množství dlážděných a betonových povrchů. Tyto nepropustné povrchy způsobují obrovské množství odtoku a mohou rychle přemoci omezenou infrastrukturu bouřkových odtoků, záplavových kanálů a záměrných záplavových oblastí. Mnoho měst v rozvojovém světě vůbec nemá žádnou infrastrukturu k přesměrování povodňových vod. Po celém světě zabijí záplavy každý rok tisíce lidí a jsou zodpovědné za škody a ekonomické ztráty v miliardách dolarů. Povodně a záplavy, podobně jako vlny veder a sucha, mohou také způsobit zmatek v zemědělských oblastech a rychle zničit velké množství plodin.
Povodně v urbanizovaných oblastech představují nebezpečí pro obyvatelstvo i infrastrukturu. Z povodňových katastrof zmiňme například povodně v Evropě v červenci 2021, kdy silné bouře s vydatnými dešti vyvolaly v postižených oblastech prudké zvýšení hladin řek a rozsáhlé povodně. Katastrofa postihla především Německo, Lucembursko, Belgii, Nizozemsko, Rakousko, Švýcarsko a Česko. Tyto povodně mají na svědomí více než 200 obětí na životech. Ve městech se špatnou nebo chybějící kanalizační infrastrukturou mohou záplavy a povodně vést také ke kontaminaci zdrojů pitné vody slanou vodou, chemickým znečištěním a nejčastěji virovými a bakteriálními kontaminanty.

### Strategie odolnosti vůči povodním a záplavám
Vyčištění záplavových území a bezpečná výstavba
Ve většině rozvinutých zemí jsou všechny nové projekty posuzovány z hlediska povodňových rizik. Cílem je zajistit, aby povodňové riziko bylo zohledněno ve všech fázích plánovacího procesu, aby se zabránilo nevhodnému rozvoji v oblastech s vysokým rizikem. Čištění záplavových území je ekologickou strategií, která zásadně odstraňuje stavby a chodníky postavené na záplavových územích a vrací je do jejich přirozeného prostředí, které je schopné absorbovat obrovské množství vody, která by jinak zaplavila zastavěnou městskou oblast. Jestliže se městské stavby nachází v záplavovém území, je tedy nejlepším řešením je zbourat a území navrátit občasné vodě.
Je-li vyžadována výstavba v oblastech s vysokým rizikem, měly by být stavby stavěny podle standardů odolných vůči povodním a obytné nebo pracovní prostory by měly být zvýšeny výrazně nad úroveň povodní v nejhorším scénáři. Přízemí lze například nechat průtočné, tvořené pouze pevnými sloupy. Příkladem takových staveb je rakouské sídliště Dschungeldorf, část obce Sankt Andrä-Wördern. Jiným řešením může být vytvoření konstrukcí plovoucích . Příkladem civilizace žijící v plovoucích domech je obyvatelstvo Uru z jezera Titicaca v Peru, které žilo stovky let na plovoucích ostrovech z rákosí. Praxe začala jako inovativní forma ochrany před konkurencí o půdu ze strany různých skupin. Ruční technika se používá ke stavbě domů spočívajících na ručně vyrobených ostrovech vše z rákosu rostliny totora.

#### Ozelenění města a vsakování vody
Nahrazením co největšího množství neporézních povrchů zelenými plochami vznikne více ploch pro přirozenou pozemní (i rostlinnou) absorpci přebytečné vody. Na oblibě získávají různé typy zelených střech. Zelené střechy se liší svou intenzitou, od velmi tenkých vrstev půdy nebo minerální vlny podporující různé druhy mechů nebo rozchodníků s nízkou údržbou nebo bez údržby až po velké, hluboké, intenzivní střešní zahrady schopné udržet velké rostliny a stromy, ale vyžadující pravidelnou údržbu a více strukturální podpory. Čím hlouběji je půda, tím více dešťové vody může absorbovat, a proto může zabránit tomu, aby se potenciální povodňová voda dostala na zem.

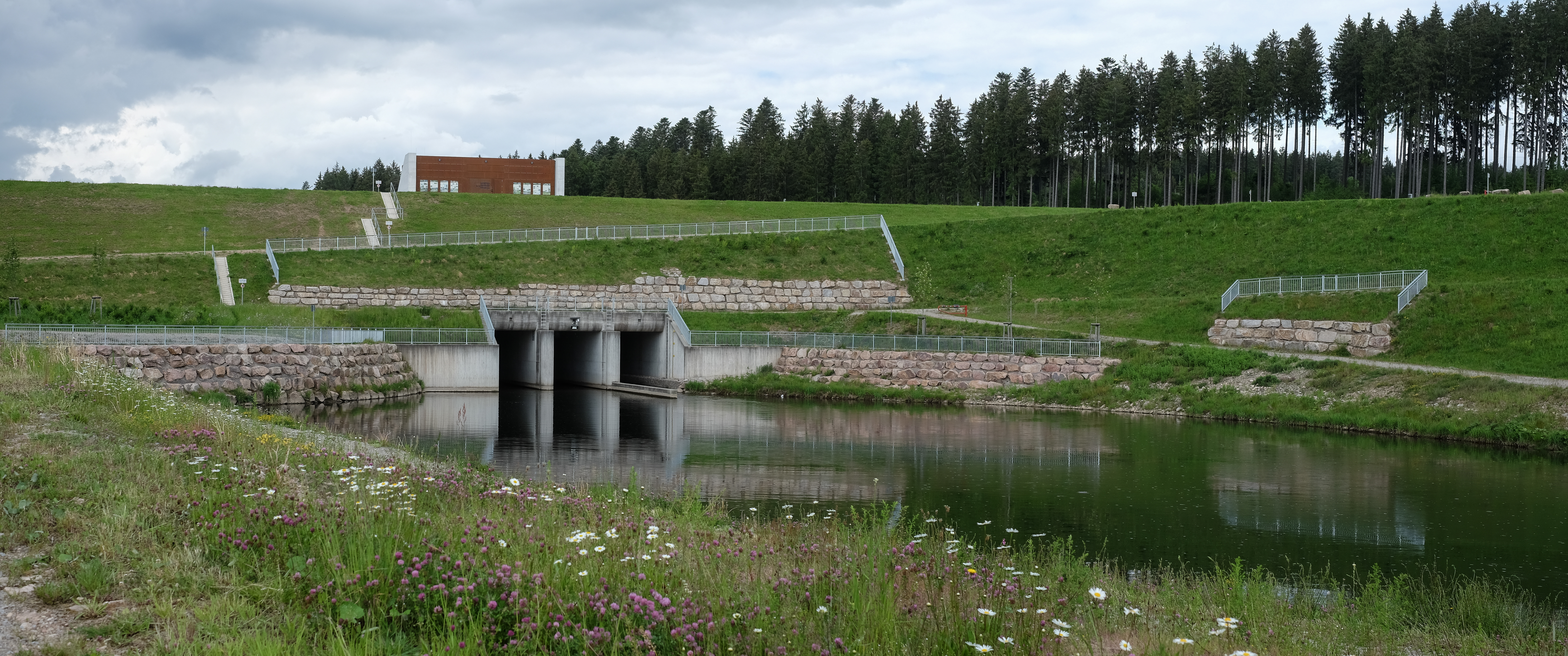
Retenční plocha v Německu

Jednou z nejlepších strategií, pokud je to možné, je jednoduše vytvořit dostatek prostoru pro přebytečnou vodu. K tomu patří systémy jímání a vsakování dešťových vod namísto jejich rychlého odvedení do kanalizace. Strategie může také zahrnovat plánování nebo rozšiřování oblastí parků v zóně nebo přilehlé k ní, kde je nejpravděpodobnější výskyt záplav.

#### Kontrola vodního stavu
Hráze a další protipovodňové zábrany jsou nepostradatelné pro města v záplavových oblastech nebo podél řek a pobřeží. V oblastech s nižším finančním a inženýrským kapitálem je třeba využívat levnějších a jednodušších variant protipovodňových zábran. Vytvoření nebo rozšíření povodňových kanálů a/nebo odvodňovacích nádrží může pomoci nasměrovat přebytečnou vodu pryč z kritických oblastí a využití inovativních porézních dlažebních materiálů na městských ulicích a parkovištích umožňuje absorpci a filtraci přebytečné vody.

## Zemětřesení

Zaznamenaná zemětřesení v letech 1900 až 2017

V průběhu 20. století byla po celém světě zemětřesení zodpovědná za asi 1,87 milionu ztracených životů. Zemětřesení je jedním z nejničivějších otřesů, které může město zažít. Během několika sekund odhalí skrytou zranitelnost městské infrastruktury a sociálních struktur. Každý rok je po celém světě až 14 000 zemětřesení, většina z nich je buď tak malá, nebo se vyskytuje tak daleko od lidské činnosti, že si toho nikdo ani nevšimne. Globální městská populace dramaticky vzrostla a populační růst nastává podél hlavních aktivních zlomových linií. Každý rok tak zaznamenáváme nárůst počtu lidí, majetku a ekonomických aktivit ohrožených seismickými událostmi.
Seismické riziko, kterému město čelí, je kombinovanou funkcí tří faktorů:
- Geologie – určuje pravděpodobnost a míru seismického nebezpečí pro danou lokalitu;
- Hustota zalidnění – určuje počet lidí a hodnotu majetku vystaveného danému seismickému nebezpečí;
- Zranitelnost – se týká míry, do jaké jsou tito lidé a majetek schopni odolat danému seismickému nebezpečí.[13]

### Strategie odolnosti vůči zemětřesení

#### Odolné konstrukce
Ve městech je hlavní příčinou úmrtí a ekonomických ztrát při zemětřesení zřícení poškozených budov a dalších staveb. Relativně velké zemětřesení tak může pociťovat velký počet lidí, ale vést k relativně malým škodám, pokud jsou zasažené konstrukce schopny odolat seismické aktivitě. V tomto ohledu využívá řada měst znalosti seismických inženýrů. Seismicky odolné inženýrství (nebo angl. Earthquake engineering) je interdisciplinární odvětví inženýrství, které navrhuje stavby tak, aby byly odolnější vůči zemětřesení. Seismický inženýr má za cíl navrhnout stavby tak, aby nebyly poškozeny při menších otřesech, a aby nedocházelo k vážnému poškození nebo kolapsu při velkém zemětřesení.

#### Strategie zotavení města po zemětřesení
Města, která usilují o seismickou odolnost, musí také vybudovat strategii, jak se rychleji ze seismických otřesů zotavit. To zahrnuje například zajištění dostatku pitné vody a potravin, ale také potírání rozrůstání nerovnosti, která může zhoršit seismické katastrofy, když k nim dojde.

## Programy budování resilience měst

### 100 Resilient Cities
V roce 2013 zahájila Rockefellerova nadace činnost neziskové organizace 100 Resilient Cities, která pomáhá městům po celém světě s budováním odolnosti vůči fyzickým, sociálním a ekonomickým výzvám 21. století. Navzdory své rozmanitosti čelí dynamická síť měst zapojených do programů 100 Resilient Cities společnému souboru otřesů a stresů. Nejběžnějšími otřesy ohrožujícími tato města jsou dešťové záplavy, selhání infrastruktury, zemětřesení a extrémní horko, zatímco nejčastějšími stresy jsou stárnoucí infrastruktura, nedostatek dostupného bydlení, nedostatečná veřejná doprava a nízká sociální soudržnost. Tyto problémy jsou umocněny změnou klimatu, přesouváním globálních ekonomických sil a rostoucí nerovností po celém světě.
Dlouhodobým cílem organizace je „změnit způsob, jakým světová města plánují a jednají, povzbudit je, aby proaktivně a společně přemýšleli o svých vzájemně propojených výzvách, a tím zlepšit jejich celkovou schopnost přizpůsobit se a prosperovat a snížit zranitelnost milionů obyvatel měst.“
Organizace vychází ze dvou klíčových poznatků. „Zaprvé, města se skládají ze složitých a nehybných systémů, které často vedou k úzkoprsým řešením obrovských výzev. Za druhé, stávající služby nebo nápady, které by mohly pomoci vyřešit městské problémy, se často nedostanou do měst nebo se mezi nimi efektivně neškálují“. Aby organizace podpořila změny v těchto dvou klíčových oblastech, vybrala 100 měst po celém světě z více než 1 000 uchazečů. Přijatá města obdržela od organizace zpočátku čtyři základní nabídky:
- Vrchní ředitel pro odolnost (angl. Chief Resilience Officer)

Nabídka finančního a logistického poradenství pro zřízení nové inovativní pozice v městské správě, Chief Resilience Officer, jejíž představitel by vedl úsilí města o odolnost.
- Strategie odolnosti

Technická podpora pro rozvoj takové strategie odolnosti, která odráží odlišné potřeby každého města.
- Platforma partnerů

Přístup k inovativní platformě partnerů ze soukromého, veřejného a neziskového sektoru, která nabízí řešení, služby a podporu pro rozvoj strategie odolnosti a implementaci projektů.
- Síť členských měst

Začlenění do celosvětové sítě členských měst 100 Resilient Cities pro vzájemnou výměnu znalostí a osvědčených postupů.
Již první zjištění naznačují, že institucionální změny zakořeněné v členských městech v důsledku jejich účasti v síti 100 Resilient Cities mají přímý a pozitivní dopad na jejich schopnost realizovat iniciativy zaměřené na odolnost. Města uvádějí, že jejich zapojení do 100 Resilient Cities zajišťuje, že priority budování odolnosti jsou vedené konsensem, proveditelné a očekává se, že přinesou svým obyvatelům řadu výhod.

## Příklady dobré praxe

### Evropa

#### Čtvrť Nassauhaven v Rotterdamu
Pouze 30 % rotterdamských břehů je ponecháno přírodě. Zbývajících téměř 250 km břehů se skládá z kamenů a budov. To chce město změnit. Modelovou čtvrtí se stala nevyužívaná přístavní oblast Nassauhaven. Ta se proměnila v místo s vodními domy a přírodě blízkým břehem. Díky „vodním bankám“ by se měla zvětšit rozmanitost místních zvířat a rostlin. První ulice s udržitelnými vodními domy byla dokončena na konci roku 2020. Celkem je zde 18 přístavních loftů. Tyto plovoucí domy jsou udržitelné a pohybují se s přílivem. Ekosystém přílivové vody je velmi specifický, protože přírodě blízký břeh je vybudován v brakické vodě, a ne všechny rostliny a zvířata zde mohou růst nebo žít.

#### Pařížské školní dvory OASIS
Pařížské školní dvory a univerzitní kampus představují více než 70 hektarů dlážděných a nepropustných venkovních ploch ve městě. Pařížská strategie odolnosti přijatá v září 2017 proto usiluje o renovaci 761 škol na „oázy“ chladnějších teplot a komunitní solidarity ve městě. Cílem projektu OASIS (otevřenost, adaptace, senzibilizace, inovace a sociální vazby) je mimo jiné zvýšit zdraví a pohodu žáků a pařížských občanů, snížit zranitelnost obyvatelstva vůči vlivům efektu tepelného ostrova města díky více zeleným a chladným prostranstvím, chránit Paříž před bleskovými povodněmi a zlepšit hospodaření s dešťovou vodou, zvýšit sociální interakci a komunitní pocit vlastnictví.
Město zahájilo projekt OASIS rekonstrukcí tří pilotních školních dvorů v roce 2018. Na rekonstrukci město vynaložilo přibližně 1 milion EUR. Ve třech vybraných školách zahrnovaly renovační práce nahrazení asfaltu porézním materiálem, zvětšení zelených ploch, instalaci chladicích fontán a vodních rozprašovačů, zlepšení odvodu dešťové vody a vytvoření přirozených i umělých stínicích struktur.

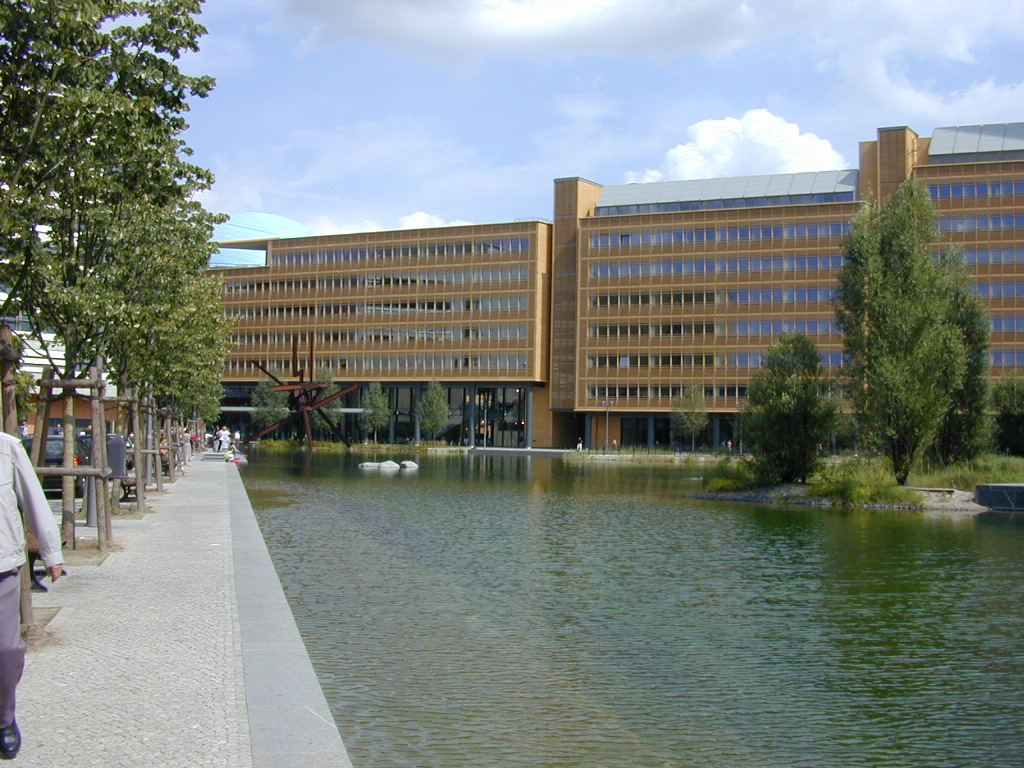
Pohled na jezero Piano na Postupimském náměstí v Berlíně

#### Postupimské náměstív Berlíně
Postupimské náměstí v Berlíně patřilo od roku 1838 k nejrušnějším náměstím v Evropě, kdy odtud ze železniční stanice cestovalo denně až 83 000 cestujících. Druhá světová válka okolí náměstí zcela zničila a k jeho obnovení došlo až po znovusjednocení Německa v roce 1990. Obnovu náměstí dostal za úkol italský architekt Renzo Piano. Ústředním motivem přestavby se stala voda – v oblasti hospodaření s dešťovou vodou, její recyklace a opětné užití, ale také jako estetický prvek.
Součástí systému pro zachytávání dešťové vody jsou zelené střechy, podzemní nádrže, jezero Piano, jeho hlavní rameno a kanály. Zachycená voda se přečerpá do podzemních nádrží, odtud putuje do jezera, kde se díky vegetaci, kaskádám a filtru přečistí do podoby vody, kterou lze znovu využít v okolních budovách a na sanitární účely. Jezero slouží také pro rekreaci obyvatelstva a zurčení vody taktéž tlumí hluk z rušné komunikace v sousedství náměstí.

### Česká republika

#### Park pod Plachtami v brněnskémNovém Lískovci
Součástí sídliště v brněnském Novém Lískovci je park o rozloze 32 000 m2. Parku dominuje přírodní jezírko, které funguje jednak jako přírodní biotop, ale také jako nádrž pro zachytávání srážkové vody z okolních střech panelových domů. Jezírko doplňuje dřevěný altánek se zelenou střechou, květnaté louky se zastoupením městské flóry.

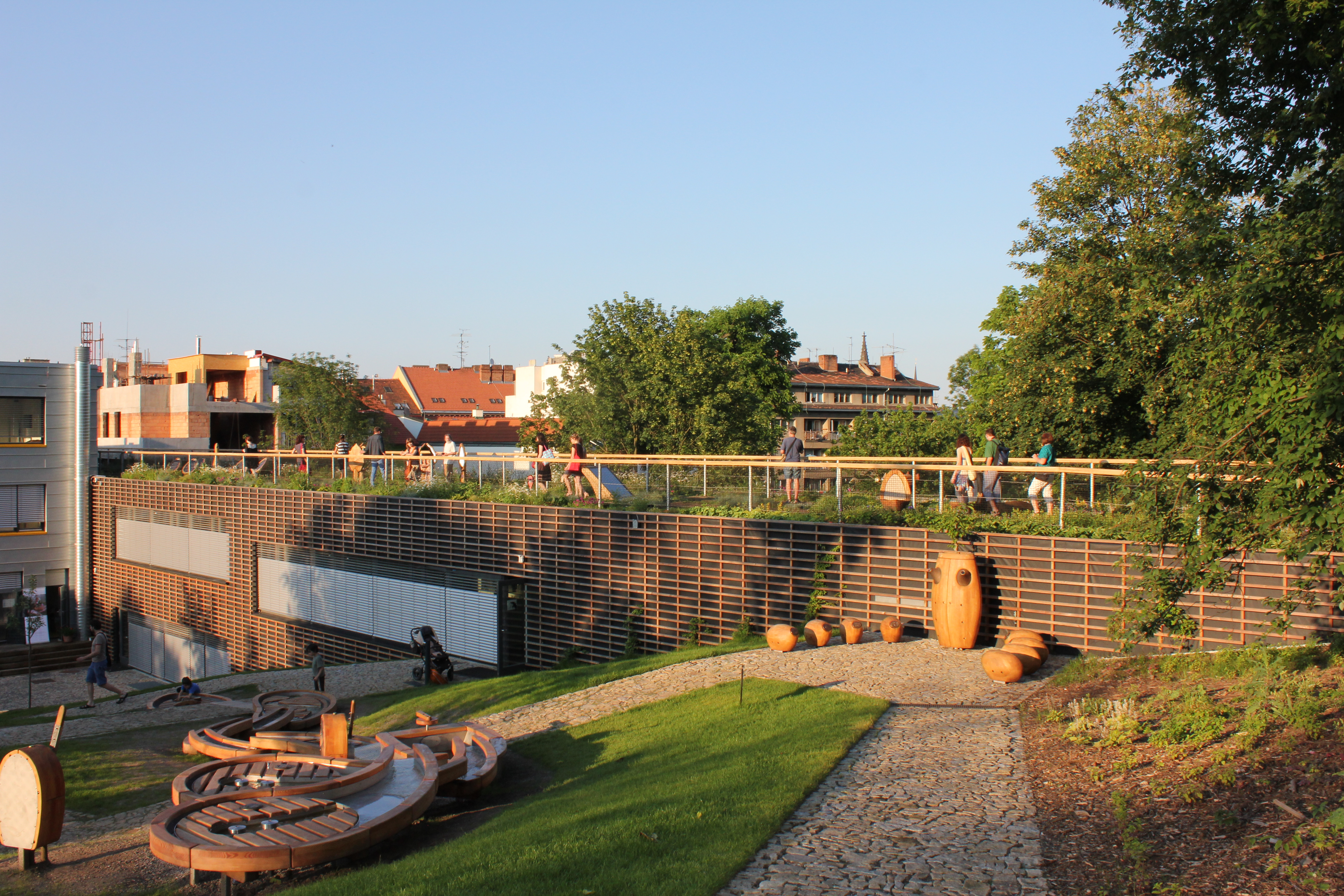
Pohled na zelenou střechu pasivní budovy v Otevřené zahradě v Brně

#### Otevřená zahrada v Brně
Součástí veřejně přístupného areálu Otevřené zahrady pod hradem Špilberk v Brně je pasivní budova Vzdělávacího a poradenského centra. Ta je vybavena tepelnými čerpadly, zelenou střechou o rozloze 425,5 m², kořenovou čistírnou odpadních vod a podzemními nádržemi na dešťovou vodu. Díky těmto opatřením šetří budova pitnou vodu a energii. Její zelená střecha a fasáda „vrací“ zastavěnou plochu přírodě. V okolí budovy se rozprostírá zahrada s městskou farmou a komunitní zahradou.

#### Rodinný dům s mokřadní střechou v Praze
Pasivní dům na pražské Letné má zelenou střechu s kořenovou čističkou, díky které může opětovně využívat odpadní a srážkovou vodu jako vodu užitkovou uvnitř budovy, popřípadě na zalévání zahrady. Zajímavostí je, že od jara 2016 nebyla z tohoto domu do kanalizace vypuštěna žádná voda.

#### Dešťové tůně v Lochotínském parku
Lochotínský park v Plzni leží z velké části na poměrně prudkých svazích. Vlivem silnějších dešťů zde docházelo k silné erozi, která odplavovala půdní substrát. Vinou takové degradace půdního profilu nebylo možné vysadit zde vhodný vegetační porost. Jako řešení prudkých návalů vody při silných deštích byl vytvořen systém zachytávání vody ze zpevněných povrchů do podzemních drenáží, které ústí v nově vybudovaných průtočných tůních ve spodní části parku. Z těchto tůní se voda pozvolně zasakuje. Tůně a potůček, který je spojuje, plní také teplotně-regulační funkci a napomáhají ke zvyšování místní biodiverzity.

## Úskalí zvyšování resilience měst
Některé snahy o zvýšení resilience měst mohou být kontraproduktivní. Taková adaptační opatření můžeme označit jako mal-adaptace. Jde o taková opatření, která na jednu stranu zmírní dopady změny klimatu, na druhou stranu však například mohou svou energetickou náročností přispívat ke zvyšování emisí CO2. Příkladem mal-adaptace je například masivní nasazení klimatizace v budovách či dopravních prostředcích, která je nicméně napájena elektřinou z fosilních paliv. V takovém případě pak dochází k posilování příčiny nepříznivé situace, ve kterých se obyvatelé měst nacházejí, tedy k posilování negativních dopadů změny klimatu na městské obyvatelstvo.
Jako jeden ze způsobů řešení rizika katastrof v městských oblastech volí národní a místní vlády, často podporované mezinárodními finančními agenturami, přesídlování. To může být preventivní nebo nastat po katastrofě. I když to snižuje vystavení lidí nebezpečí, může to také vést k dalším problémům, které mohou způsobit, že lidé budou zranitelnější nebo na tom budou hůře, než byli dříve. Přesídlení je třeba chápat jako součást dlouhodobě udržitelného rozvoje, nikoli pouze jako prostředek ke snížení rizika katastrof. Přesídlení obyvatelstva, ať už je vyvoláno rychlou urbanizací, migrací, přírodními katastrofami nebo konflikty, vyvíjí navíc velký tlak na bydlení, infrastrukturu, trh práce, městské prostředí a soudržnost samotné komunity.
Je třeba vyvarovat se také vzniku již zmíněné digitální propasti. Ta může prohloubit nerovnost mezi bohatými, kteří mají dobrý přístup k digitálním technologiím, a chudými, kteří tento přístup nemají nebo je nedostatečný.